# Colombine (gemeente)
Colombine is een fusiegemeente (commune nouvelle) in het Franse departement Haute-Saône. De plaats maakt deel uit van het arrondissement Vesoul. Colombine is op 1 januari 2025 ontstaan door de fusie van de gemeenten Choye en Villefrancon. 